# تلمبه عشایری چاه دراز ۴
تلمبه عشایری چاه دراز ۴ یک منطقهٔ مسکونی در ایران است که در دهستان گلستان (سیرجان) واقع شده‌است. تلمبه عشایری چاه دراز ۴ ۱۸ نفر جمعیت دارد.